# Sachokiella macrochlamys
Sachokiella macrochlamys är en klockväxtart som först beskrevs av Pierre Edmond Boissier och Alfred Huet du Pavillon, och fick sitt nu gällande namn av Alfred Alekseevich Kolakovsky. Sachokiella macrochlamys ingår i släktet Sachokiella och familjen klockväxter. Inga underarter finns listade i Catalogue of Life.